# Стад дю Мустуар
«Стад дю Мустуар» або «Стад Ів Алленма» (фр. Stade du Moustoir - Yves Allainmat) — футбольний стадіон у Лор'яні, Франція, домашня арена ФК «Лор'ян».
Стадіон відкритий у 1959 році із місткістю 6 000 місць та велотреком навколо поля. 1998 року був реконструйований. У результаті розширення 2010 року було досягнуто місткість 18 500 глядачів.
Незважаючи на футбольний профіль стадіону, тут проводять інші спортивні та культурні заходи.
Інша назва арени «Стад Ів Алленма». 